# Lahošť
Lahošť è un comune della Repubblica Ceca facente parte del distretto di Teplice, nella regione di Ústí nad Labem.